# آریس
آریس (به اسپانیایی: Ares) یکی از دهستان‌های اسپانیا است که در Ferrol واقع شده‌است.

## خصوصیات
آریس ۱۸٫۵۱ کیلومترمربع مساحت و ۵٬۷۴۱ نفر جمعیت دارد.